# لجنة أبو ظبي للأفلام
لجنة أبوظبي للأفلام هي منظمة حكومية تأسست عام 2009 في مدينة أبوظبي في الإمارات العربية المتحدة بهدف دعم تطوير صناعة السينما والتلفزيون في أبوظبي من أجل الترويج لإمارة أبوظبي كوجهة إنتاجية لتحقيق فوائد اقتصادية للمنطقة وزيادة فرص العمل لسكانها.

## الدور
تقدم لجنة أبوظبي للأفلام بعض الخدمات لشركات الإنتاج السينمائي والتليفزيوني والفني مثل استكشاف المواقع، واستطلاعات الموقع، وتفاصيل السيناريو، والموافقة على السيناريو، والتخليص الجمركي، ومكتبة المواقع الرقمية، والمساعدة في الأفلام وتصاريح العمل، ويتمثل الهدف الرئيسي من تأسيسها في زيادة إنتاج الأفلام في المنطقة مما ينعكس على تحقيق فوائد اقتصادية للبلاد وزيادة فرص العمل لسكانها. ولتشجيع الإنتاج السينمائي في أبو ظبي، تقدم اللجنة حوافز مالية مثل بعض الجوائز الدولية، واسترداد ما تصل قيمته إلى 30 بالمائة من تكلفة الأعمال الذي يتم إنتاجها في أبوظبي، بما في ذلك الأفلام الروائية، والدراما التلفزيونية، والإعلانات التجارية، ومقاطع الفيديو الموسيقية، والبرامج والأعمال التلفزيونية، وأعمال ما بعد الإنتاج، وخدمات المحتوى الرقمي، والمؤثرات البصرية.
ساهمت الجهود التي بذلتها اللجنة منذ تأسيسها في نمو إنتاج الأفلام والبرامج والمسلسلات التليفزيونية في أبو ظبي، ويوضح الجدول التالي أبرز الأفلام والبرامج التلفزيونية التي تم إنتاجها في أبوظبي:
| اسم العمل بالعربية                      | الاسم الأصلي للفيلم                        | النوع           | بلد الإنتاج      | اللغة         | تاريخ الصدور |
| --------------------------------------- | ------------------------------------------ | --------------- | ---------------- | ------------- | ------------ |
| حرب النجوم: الحلقة السابعة - صحوة القوة | Star Wars: Episode VII - The Force Awakens | فيلم            | الولايات المتحدة | الإنجليزية    | 2015         |
| الغاضب (الجزء السابع)                   | Fast & Furious 7                           | فيلم            | الولايات المتحدة | الإنجليزية    | 3 أبريل 2015 |
| الجريء والجميلة                         | The Bold and the Beautiful                 | مسلسل تليفزيوني | الولايات المتحدة | الإنجليزية    | 1987         |
| الجريء والجميلة (الحلقة رقم 1.6848)     | The Bold and the Beautiful                 | مسلسل تليفزيوني | الولايات المتحدة | الإنجليزية    | 2014         |
| الجريء والجميلة (الحلقة رقم 1.6835)     | The Bold and the Beautiful                 | مسلسل تليفزيوني | الولايات المتحدة | الإنجليزية    | 2014         |
| الجريء والجميلة (الحلقة رقم 1.6838)     | The Bold and the Beautiful                 | مسلسل تليفزيوني | الولايات المتحدة | الإنجليزية    | 2014         |
| الجريء والجميلة (الحلقة رقم 1.6836)     | The Bold and the Beautiful                 | مسلسل تليفزيوني | الولايات المتحدة | الإنجليزية    | 2014         |
| الجريء والجميلة (الحلقة رقم 1.6837)     | The Bold and the Beautiful                 | مسلسل تليفزيوني | الولايات المتحدة | الإنجليزية    | 2014         |
| الجريء والجميلة (الحلقة رقم 1.6847)     | The Bold and the Beautiful                 | مسلسل تليفزيوني | الولايات المتحدة | الإنجليزية    | 2014         |
| الجريء والجميلة (الحلقة رقم 1.6841)     | The Bold and the Beautiful                 | مسلسل تليفزيوني | الولايات المتحدة | الإنجليزية    | 2014         |
| توب جير (الحلقة 214)                    | Top Gear                                   | برنامج واقع     | الولايات المتحدة | الإنجليزية    | 2014         |
| توب جير (الحلقة 215)                    | Top Gear                                   | برنامج واقع     | الولايات المتحدة | الإنجليزية    | 2014         |
| حالة الغروب                             |                                            | فيلم قصير       |                  |               | 2013         |
| رمضان كريم                              |                                            | فيلم قصير       |                  |               | 2013         |
| ديلوالي                                 | Dilwale                                    | فيلم            | الهند            | اللغة الهندية | 2015         |
| المملكة                                 | The Kingdom                                | فيلم            | الهند            | اللغة الهندية | 2007         |
| بانغ بانغ                               | Bang Bang!                                 | فيلم            | الهند            | اللغة الهندية | 2014         |
| الطفل                                   | Baby                                       | فيلم            |                  |               | 2015         |
| من أ إلى ب                              | From A to B                                | فيلم            |                  |               | 2014         |
| فندق داس تروم                           | Das Traumhotel                             | مسلسل تليفزيوني |                  |               | 2004         |

## روابط خارجية
- الموقع الرسمي